# Pomnik 40-lecia zwycięstwa nad faszyzmem i powrotu do macierzy w Zielonej Górze
Pomnik 40-lecia zwycięstwa nad faszyzmem i powrotu miasta do macierzy w Zielonej Górze – pomnik znajdujący się przy ul. Stefana Wyszyńskiego na os. Piastowskim w Zielonej Górze, autorstwa rzeźbiarzy Tadeusza Dobosza i Marka Przecławskiego. Odsłonięty został w 1985.  

## Opis
Główny obiekt pomnika to wielki głaz narzutowy znaleziony podczas budowy Osiedla Łużyckiego w Zielonej Górze. Na głazie umieszczono wizerunek czarnego orła piastowskiego widniejącego w herbie Zielonej Góry. Pod spodem umieszczono napis:

W 40 ROCZNICĘ ZWYCIĘSTWA NAD FASZYZMEM I POWROTU MIASTA DO MACIERZY. ZIELONA GÓRA - 1985.

Na placu przed pomnikiem umieszczono tablicę w kształcie tarczy na krzyżu z napisem:

ZIEMIA Z MIEJSC WALKI ŻOŁNIERZY POLSKICH Z HITLEROWSKIM NAJEŹDŹCĄ.